# Trompe-l’œil (Zug)
Das trompe-l’œil in Zug ist eine 112 Meter lange, 1998 von Maria Bettina Cogliatti geschaffene Farbfeldmalerei an der Katastrophenbucht.

## Beschreibung
Cogliatti malte das trompe-l’œil 1998 mit Acrylfarbe auf die Betonwand der Zuger Vorstadtbrücke. Dafür stellte sie jeweils drei warme und zwei kalte Farbfelder (oder umgekehrt) gegenüber. 21 Farbtöne sind so zueinander in Kontrast gesetzt, dass die Farben von warmem Gelborange auf der Seite des Vorstadtquais, zu sattem Violett, Grün und Rot, und schliesslich Richtung Alpenquai in ein kühles Blau verlaufen. Somit simulieren sie einen farblichen Tagesablauf. Cogliatti ordnete die farbigen Flächen aneinander, um illusionistische Unterbrüche, Nischen und Fenster in der Mauer entstehen zu lassen und so einen imaginären Lebens- und Wohnraum, eine «bunte Stadt» entstehen zu lassen.
Das trompe-l’œil ergänzt die Farbigkeit der noch stehenden bunten Vorstadthäuser und erweckt so die versunkene Häuserzeile zu neuem Leben. «Durch die bunten Reflektionen von der Wand zur Decke und zum Boden hin ergibt sich an heissen Tagen ein Aquarium–Gefühl…» Die Abfolge der Farben erinnert auch an einen Tagesverlauf. «Die grossen freien Flächen auf dem Wandbild […] bilden eine ideale Plattform für verschiedene Nachrichten.» „Es gibt einen Ort in Zug, der direkt in die Seele der Jugend führt. Eine Art physisches Facebook […] – die grossartige bunte Wand in der Katastrophenbucht, zwischen Rössliwiese und Alpenquai.“

## Geschichte

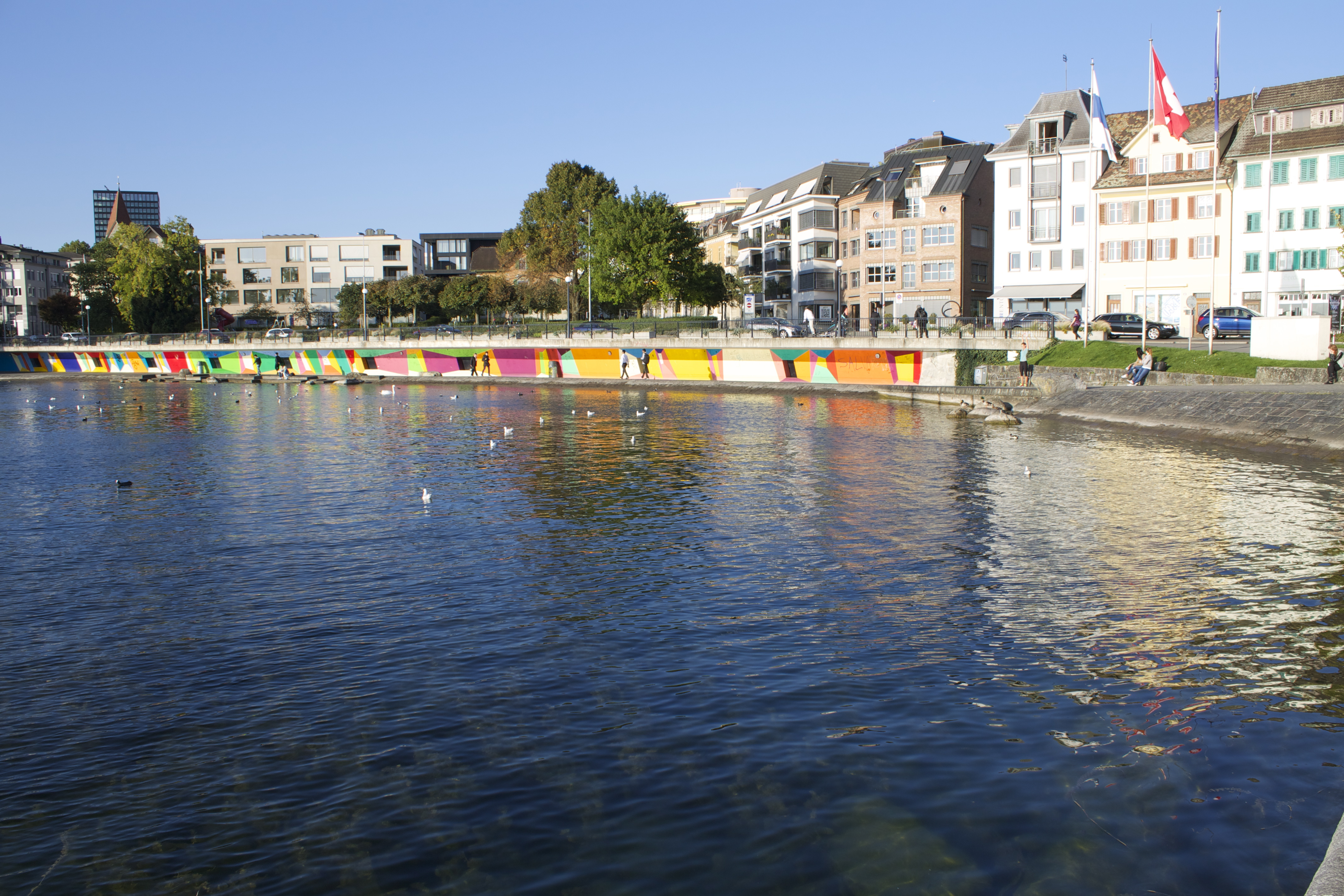
Trompe-l’œil, Katastrophenbucht

In den 1970er Jahren bemalte Hans Potthof mit Kindern die 112 Meter Betonwand der Vorstadtbrücke. Die Malerei wurde mehrmals beschädigt. 1995 leitete Cogliatti im Auftrag des Zuger Schul- und Stadtbauamtes 55 Kinder an, ebendiese Betonwand zu bemalen. Thema war «Wohnen», gemalt wurde hauptsächlich in Blautönen – Anspielungen auf die dort 1887 im See versunkenen Häuser. Die Wandmalerei wurde am 6. Juli 1995, einen Tag nach der Gesamtsanierung des darüberliegenden, an dieselbe Katastrophe erinnernden Rigiplatzes eingeweiht.
Nachdem die Malerei von 1995 mehrmals „verschandelt“ worden war, beauftragte die Stadt 1998 Cogliatti mit der Neugestaltung der Wand. Mithilfe eines Flachmalers und für rund 140 Stunden setzte die Künstlerin „ihre eigenen skulpturalen und farblichen Visionen“ um. Ihr Ziel war u. a., „[m]it malerischen Mitteln eine dritte Dimension vor[zu]täuschen […] [I]hrem Werk verlieh sie deshalb den Namen «Trompe-l’œil» Augentäuschung“; dazu musste u. a. die Dominanz der Fensterluken in der Mauer gebrochen werden. Cogliatti stellte ihr trompe-l’œil Anfang August 1998 fertig.   Die Malerei wurde 2017 restauriert und war namensgebend für einen Mal- und Zeichnungszyklus Cogliattis.

## Künstlerin
Das trompe-l’œil wurde von Maria Bettina Cogliatti (* 1957) geschaffen. Cogliatti lernte von 1973 bis 1977 Hochbauzeichnerin an der Kunstgewerbeschule Zürich. 1979 machte sie ein Praktikum bei Bildhauer Néstor Basterretxea im Baskenland. Von 1980 bis 1982 besuchte sie die Bildhauerfachklasse bei Anton Egloff an der Schule für Gestaltung Luzern. Von 1982 bis 1986 studierte sie an der Kunstakademie Düsseldorf bei Günther Uecker und Rolf Jörres. 1986 wurde sie mit dem Eidgenössischen Kunstpreis ausgezeichnet. Sie arbeitete als Hochbauzeichnerin in Architekturbüros. Von 1991 bis 1998 war sie Mitarbeiterin am städtischen Bauamt Zug (Abteilung Stadtplanung).